# Liste der argentinischen Botschafter in Chile
Dies ist eine Liste der argentinischen Botschafter in Chile.
Der Argentinische Botschafter in Santiago de Chile vertritt die Regierung in Buenos Aires bei der Regierung von Chile.
Die Botschaft Embajada de Argentina en Chile befindet sich in der Calle Miraflores Nº285, Santiago, Santiago de Chile.
| Ernannt / Akkreditiert | Botschafter                    | Bemerkungen               | ernannt von                    | akkreditiert während der Regierung von | Posten verlassen |
| ---------------------- | ------------------------------ | ------------------------- | ------------------------------ | -------------------------------------- | ---------------- |
| 1810                   | José Antonio Álvarez Jonte     | Ministre plénipotentiaire | Cornelio Saavedra              | Mateo de Toro Zambrano y Ureta         |                  |
| 1812                   | Bernardo Vera y Pintado        | Ministre plénipotentiaire | Feliciano Antonio Chiclana     | Juan Martínez de Rozas                 |                  |
| 1817                   | Tomás Guido                    | Ministre plénipotentiaire | Antonio González de Balcarce   | Bernardo O’Higgins                     |                  |
| 1823                   | Félix De Alzaga                | Ministre plénipotentiaire | Juan Pedro de Aguirre          | Agustín Eyzaguirre                     |                  |
| 1825                   | Ignacio Álvarez Thomas         | Ministre plénipotentiaire | Juan Pedro de Aguirre          | Agustín Eyzaguirre                     |                  |
| 1830                   | José Mariño                    | Geschäftsträger           | Juan Manuel de Rosas           | Francisco Ruiz Tagle                   |                  |
| 1845                   | Baldomero García               | Ministre plénipotentiaire | Juan Manuel de Rosas           | Manuel Bulnes Prieto                   |                  |
| 1855                   | Carlos Lamarca                 | Geschäftsträger           | Justo José de Urquiza          | Manuel Montt Torres                    |                  |
| 1864                   | Domingo Faustino Sarmiento     | Ministre plénipotentiaire | Bartolomé Mitre                | José Joaquín Pérez Mascayano           |                  |
| 1864                   | Mariano Sarratea               | Ministre plénipotentiaire | Bartolomé Mitre                | José Joaquín Pérez Mascayano           |                  |
| 1869                   | Félix Frías                    | Ministre plénipotentiaire | Domingo Faustino Sarmiento     | José Joaquín Pérez Mascayano           |                  |
| 1875                   | Miguel Goyena                  | Geschäftsträger           | Nicolás Avellaneda             | Federico Errázuriz Zañartu             |                  |
| 1877                   | Agustín Arroyo                 | Geschäftsträger           | Nicolás Avellaneda             | Aníbal Pinto Garmendia                 |                  |
| 1877                   | Santiago Baibiene              | Geschäftsträger           | Nicolás Avellaneda             | Aníbal Pinto Garmendia                 |                  |
| 1878                   | Mariano Sarratea               | Ministre plénipotentiaire | Nicolás Avellaneda             | Aníbal Pinto Garmendia                 |                  |
| 1883                   | José Evaristo Uriburu          | Ministre plénipotentiaire | Julio Argentino Roca           | Domingo Santa María González           |                  |
| 1889                   | Mariano Sánchez Fontecilla     | Geschäftsträger           | Miguel Juárez Celman           | José Manuel Balmaceda                  |                  |
| 1892                   | Norberto Quirno Costa          | Ministre plénipotentiaire | Luis Sáenz Peña                | Jorge Montt Álvarez                    |                  |
| 1894                   | Baldomero García Sagastume     | Geschäftsträger           | Luis Sáenz Peña                | Jorge Montt Álvarez                    |                  |
| 1896                   | Daniel García Mansilla         | Geschäftsträger           | José Evaristo Uriburu          | Federico Errázuriz Echaurren           |                  |
| 1897                   | Norberto Piñero                | Ministre plénipotentiaire | José Evaristo Uriburu          | Federico Errázuriz Echaurren           |                  |
| 1898                   | Epifanio Portela               | Ministre plénipotentiaire | Julio Argentino Roca           | Federico Errázuriz Echaurren           |                  |
| 1901                   | José A. Terry                  | Ministre plénipotentiaire | Julio Argentino Roca           | Aníbal Zañartu                         |                  |
| 1902                   | Tiburcio Venegas               | Ministre plénipotentiaire | Julio Argentino Roca           | Aníbal Zañartu                         |                  |
| 1904                   | Lorenzo Anadón                 | Ministre plénipotentiaire | Manuel Quintana                | Aníbal Zañartu                         |                  |
| 1904                   | Tiburcio Benegas               | Ministre plénipotentiaire | Manuel Quintana                | Aníbal Zañartu                         |                  |
| 1911                   | Lorenzo Anadón                 | Ministre plénipotentiaire | Roque Sáenz Peña               | Elías Fernández Albano                 |                  |
| 1913                   | Carlos F. Gómez                | Ministre plénipotentiaire | Roque Sáenz Peña               | Elías Fernández Albano                 |                  |
| 1919                   | Carlos M. Noel                 | Ministre plénipotentiaire | Hipólito Yrigoyen              | Juan Luis Sanfuentes Andonaegui        |                  |
| 1923                   | Manuel Malbrán                 | Ministre plénipotentiaire | Marcelo Torcuato de Alvear     | Arturo Alessandri Palma                |                  |
| 1928                   | Federico Quintana              | Botschafter               | Hipólito Yrigoyen              | Carlos Ibáñez del Campo                |                  |
| 1939                   | Eduardo Labougle Carranza      | Botschafter               | Roberto María Ortiz            | Pedro Aguirre Cerda                    |                  |
| 27. Aug. 1940          | Rodolfo Freyre y García Vieyra | Botschafter               | Roberto María Ortiz            | Pedro Aguirre Cerda                    | 19. Sep. 1940    |
| 1940                   | Carlos Güiraldes               | Botschafter               | Roberto María Ortiz            | Pedro Aguirre Cerda                    |                  |
| 1948                   | Julio Argentino López Muñiz    | Botschafter               | Juan Perón                     | Alfredo Duhalde                        |                  |
| 1949                   | Carlos Gustavo Lerena          | Botschafter               | Juan Perón                     | Alfredo Duhalde                        |                  |
| 1953                   | Ismael De la Cruz Guerrero     | Botschafter               | Juan Perón                     | Carlos Ibáñez del Campo                |                  |
| 1955                   | Alfonso Gregorio De Laferrere  | Botschafter               | Eduardo Lonardi                | Carlos Ibáñez del Campo                |                  |
| 1955                   | Ricardo Juan Siri              | Botschafter               | Eduardo Lonardi                | Carlos Ibáñez del Campo                |                  |
| 1957                   | Alejandro Lastra               | Botschafter               | Eduardo Lonardi                | Carlos Ibáñez del Campo                |                  |
| 1958                   | Enrique Nores Martínez         | Botschafter               | Arturo Frondizi                | Jorge Alessandri Rodríguez             |                  |
| 1960                   | Luis María De Pablo Pardo      | Geschäftsträger           | Arturo Frondizi                | Jorge Alessandri Rodríguez             |                  |
| 1961                   | Pablo De Pardo                 | Botschafter               | Arturo Frondizi                | Jorge Alessandri Rodríguez             |                  |
| 1961                   | Carlos Herrera                 | Botschafter               | Arturo Frondizi                | Jorge Alessandri Rodríguez             |                  |
| 1962                   | Nicanor Costa Méndez           | Botschafter               | José María Guido               | Jorge Alessandri Rodríguez             |                  |
| 1964                   | Alfredo Orgaz                  | Botschafter               | Arturo Umberto Illia           | Eduardo Frei Montalva                  |                  |
| 1966                   | Aquiles Guaglianone            | Botschafter               | Juan Carlos Onganía            | Eduardo Frei Montalva                  |                  |
| 1966                   | Manuel Ernesto Malbrán         | Botschafter               | Juan Carlos Onganía            | Eduardo Frei Montalva                  |                  |
| 1969                   | Javier Teodoro Gallac          | Botschafter               | Juan Carlos Onganía            | Eduardo Frei Montalva                  |                  |
| 1974                   | Carlos Américo Amaya           | Botschafter               | Isabel Martínez de Perón       | Augusto Pinochet Ugarte                |                  |
| 1976                   | Hugo Mario Miatello            | Botschafter               | Jorge Rafael Videla            | Augusto Pinochet Ugarte                |                  |
| 1981                   | José Montes                    | Botschafter               | Roberto Eduardo Viola          | Augusto Pinochet Ugarte                |                  |
| 1983                   | Oscar Federico Spinosa Melo    | Botschafter               | Raúl Alfonsín                  | Augusto Pinochet Ugarte                |                  |
| 1984                   | José María Álvarez de Toledo   | Botschafter               | Raúl Alfonsín                  | Augusto Pinochet Ugarte                |                  |
| 1992                   | Eduardo Héctor Iglesias        | Botschafter               | Carlos Menem                   | Patricio Aylwin Azócar                 |                  |
| 1997                   | Jorge Alberto Vásquez          | Botschafter               | Carlos Menem                   | Eduardo Frei Ruiz-Tagle                |                  |
| 1998                   | Alejandro Mosquera             | Botschafter               | Carlos Menem                   | Eduardo Frei Ruiz-Tagle                |                  |
| 2000                   | Daniel Olmos                   | Botschafter               | Fernando de la Rúa             | Ricardo Lagos Escobar                  |                  |
| 29. Jan. 2002          | Carlos Leonardo De La Rosa     | Botschafter               | Fernando de la Rúa             | Ricardo Lagos                          |                  |
| 24. Dez. 2007          | Ginés González García          | Botschafter               | Cristina Fernández de Kirchner | Michelle Bachelet                      |                  |
| 29. Jan. 2016          | José Octavio Bordón            | Botschafter               | Cristina Fernández de Kirchner | Michelle Bachelet                      |                  |
| 20. Dez. 2019          | Rafael Bielsa (político)       | Botschafter               | Cristina Fernández de Kirchner | Sebastián Piñera                       |                  |